# Championnat national de tennis des États-Unis 1950
Pour un article plus général, voir US Open de tennis.
Résultats détaillés de l’édition 1950 du championnat de tennis US National qui est disputée du 27 août au 5 septembre 1950.

## Palmarès
| Tableau          | Vainqueurs                           | Vainqueurs           | Score                   | Finalistes                   | Finalistes           |
| ---------------- | ------------------------------------ | -------------------- | ----------------------- | ---------------------------- | -------------------- |
| Simple dames     | Margaret Osborne                     | États-Unis           | 6-3, 6-3                | Doris Hart                   | États-Unis           |
| Simple messieurs | Arthur Larsen                        | États-Unis           | 6-3, 4-6, 5-7, 6-4, 6-3 | Herbert Flam                 | États-Unis           |
| Double dames     | Louise Brough Clapp Margaret Osborne | États-Unis           | 6-2, 6-3                | Shirley Fry Irvin Doris Hart | États-Unis           |
| Double messieurs | John Bromwich Frank Sedgman          | Australie            | 7-5 8-6 3-6 6-1         | Bill Talbert Gardnar Mulloy  | États-Unis           |
| Double mixte     | Margaret Osborne Ken McGregor        | États-Unis Australie | 6-4, 3-6, 6-3           | Doris Hart Frank Sedgman     | États-Unis Australie |

## Simple dames
|  |                  |  |   |   |  |
|  | Finale           |  |   |   |  |
|  |                  |  |   |   |  |
|  |                  |  |   |   |  |
|  | Margaret Osborne |  | 6 | 6 |  |
|  | Margaret Osborne |  | 6 | 6 |  |
|  | Doris Hart       |  | 3 | 3 |  |

## Double dames
|  |                                |  |   |   |  |
|  | Finale                         |  |   |   |  |
|  |                                |  |   |   |  |
|  |                                |  |   |   |  |
|  | Louise Brough Margaret Osborne |  | 6 | 6 |  |
|  | Louise Brough Margaret Osborne |  | 6 | 6 |  |
|  | Shirley Fry Doris Hart         |  | 2 | 3 |  |

## Double mixte
|  |                               |  |   |   |   |
|  | Finale                        |  |   |   |   |
|  |                               |  |   |   |   |
|  |                               |  |   |   |   |
|  | Margaret Osborne Ken McGregor |  | 6 | 3 | 6 |
|  | Margaret Osborne Ken McGregor |  | 6 | 3 | 6 |
|  | Doris Hart Frank Sedgman      |  | 4 | 6 | 3 |